# Longwy
Longwy (in tedesco Langich, in lussemburghese Lonkech) è un comune francese di 14 634 abitanti situato nel dipartimento della Meurthe e Mosella nella regione del Grand Est.
La sua cittadella, detta Ville haute de Longwy è stata progettata dal maresciallo di Francia Sébastien Le Prestre de Vauban, il che le ha valso nel 2008 la classificazione di Patrimonio dell'umanità da parte dell'UNESCO.

## Storia
Di origini romane (Longovinum), nel XVIII secolo Longwy era una città fortificata, sede di una battaglia (assedio)  nel periodo della Rivoluzione francese, citata dal Carducci nel Ça ira. Come molte località della Lorena, Longwy ha avuto il suo massimo sviluppo nei secoli XIX e XX, grazie allo sviluppo dell'attività siderurgica, basata sulla vicinanza delle miniere di ferro e carbone. A partire dal secondo dopoguerra, il progressivo smantellamento di tali attività ha lasciato una profonda crisi economica ed occupazionale nella regione. Grazie alla localizzazione prossima ai confini con il Belgio ed il Lussemburgo, nel corso degli anni novanta è divenuta centro francese del Pôle Européen de Développement, un'iniziativa transnazionale per la riqualificazione dei centri minerari e siderurgici.

## Società

### Evoluzione demografica
Abitanti censiti

## Geografia fisica
È divisa in due parti, Longwy Bas sede delle attività amministrative ed economiche, e Longwy Haut, essenzialmente residenziale.

## Attività
Hanno una certa notorietà le ceramiche decorate prodotte da aziende artigiane locali (Emaux de Longwy, "smalti di Longwy").
È il terzo polo universitario della Lorena, dopo Nancy e Metz.

## Amministrazione

### Gemellaggi
- Nagold
- Differdange